# NetBEUI
NetBEUI (NetBIOS Extended User Interface) je rozšíření NetBIOS API. Původní protokol i tuto jeho úpravu vyvinula firma IBM především pro svoje produkty LAN Manager. Současně s NetBEUI emulátorem byl uveden i protokol NBF, který umožňoval, aby komunikace pomocí NetBIOSu mohla používat síť Token ring firmy IBM. Díky tomu se označení NetBEUI používá častěji nesprávně pro protokol NBF.
NBF (NetBIOS Frames) je protokol síťové a transportní vrstvy (realizuje funkcionality obou podle ISO OSI) určený pro přenášení zpráv NetBIOSu, který je protokolem vrstvy relační. Protokol NBF byl určen především pro komunikaci v malých lokálních sítích, protože jeho způsob adresování nepodporuje routování. Může být používán pouze v sítích propojených pomocí mostů (bridge) bran nebo VPN. Protokol NBF byl však velmi oblíben pro svou vysokou přenosovou rychlost a jednoduchost konfigurace. Ta se skládá pouze ze zadání názvu připojené stanice a pracovní skupiny nebo domény, do níž eventuálně náleží.
Protokol NBF začala používat firma Microsoft jako jednu z vrstev pro Microsoft Windows networking v Windows NT, Windows for Workgroups a Windows 95. Protokol NBF přenášený přes IEEE 802.2 LLC se používal v řadě dalších síťových operačních systémů, jako LAN Manager, LAN Server i jako komunikační protokol pro víceuživatelské hry.
NetBIOS používal také komunikační protokoly NBT (NetBIOS over TCP/IP) a NetBIOS over IPX/SPX. Kombinace s protokolem TCP/IP je zvláště výhodná, protože dochází k rovnoměrnému rozložení komunikace mezi NetBIOSem a TCP/IP a tím pádem i ke zrychlení a zefektivnění síťového provozu.
V dnešní době tento protokol nemá větší využití, nicméně slouží většinou ke sdílení tiskáren a souborů v síti menšího rozsahu.